# 大阪府第13區
大阪府第13區是日本眾議院的選區，始於1994年。

## 小選舉区選出議員
| 選舉名                 | 年     | 当選者     | 党派       | 選區範圍 |
| ---------------------- | ------ | ---------- | ---------- | -------- |
| 第41屆眾議院議員總選舉 | 1996年 | 西野陽     | 新進党     | 東大阪市 |
| 第42屆眾議院議員總選舉 | 2000年 | 鹽川正十郎 | 自由民主党 | 東大阪市 |
| 第43屆眾議院議員總選舉 | 2003年 | 西野陽     | 自由民主党 | 東大阪市 |
| 第44屆眾議院議員總選舉 | 2005年 | 西野陽     | 自由民主党 | 東大阪市 |
| 第45屆眾議院議員總選舉 | 2009年 | 西野陽     | 自由民主党 | 東大阪市 |
| 第46屆眾議院議員總選舉 | 2012年 | 西野弘一   | 日本維新会 | 東大阪市 |
| 第47屆眾議院議員總選舉 | 2014年 | 宗清皇一   | 自由民主党 | 東大阪市 |
| 第48屆眾議院議員總選舉 | 2017年 | 宗清皇一   | 自由民主党 | 東大阪市 |
| 第49屆眾議院議員總選舉 | 2021年 | 岩谷良平   | 日本維新会 | 東大阪市 |
| 第50屆眾議院議員總選舉 | 2024年 |            |            |          |